# Brocchinia

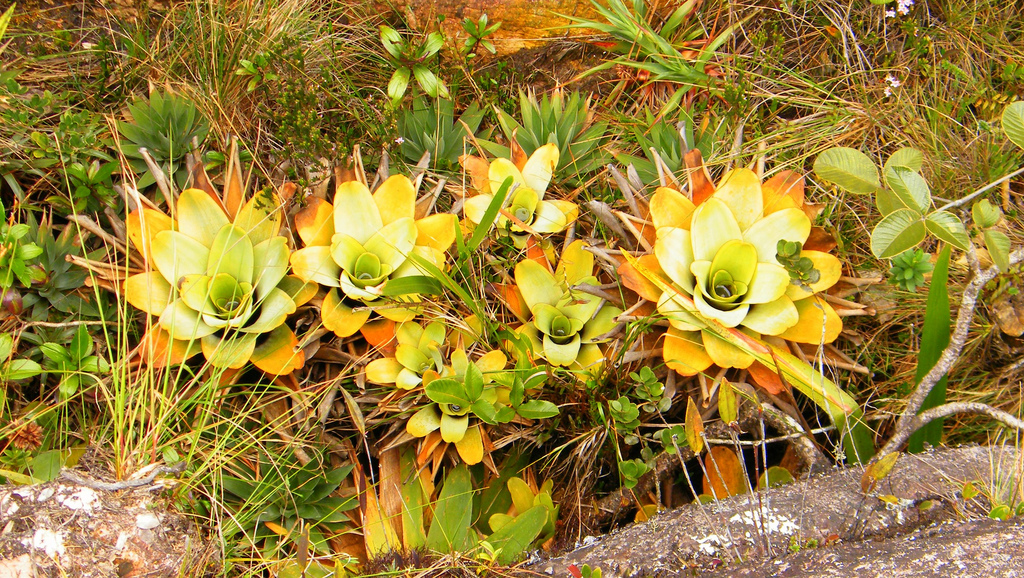
Brocchinia tatei

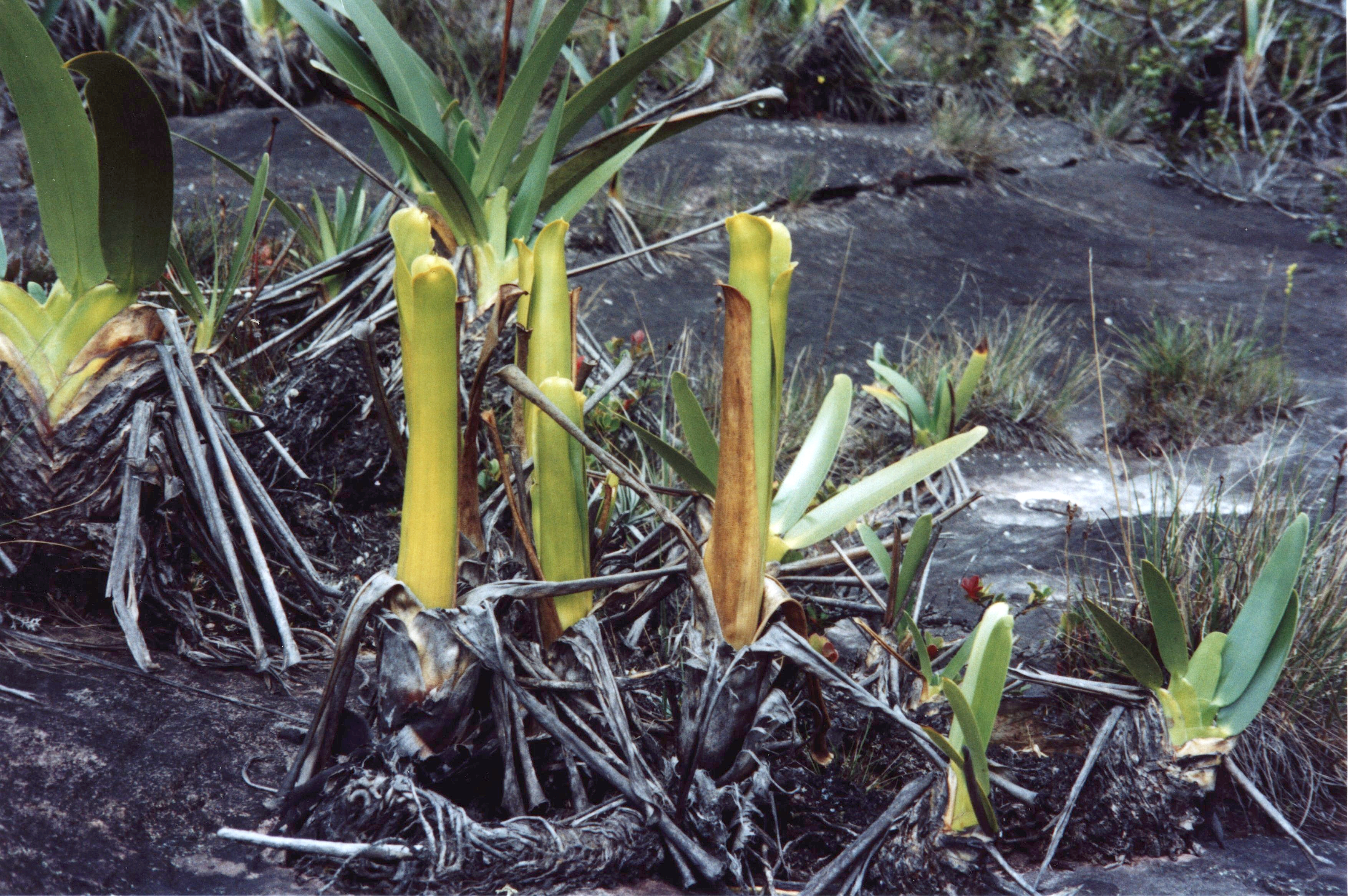
Brocchinia reducta

Brocchinia – rodzaj roślin z rodziny bromeliowatych (Bromeliaceae), obejmujący około 20 różnych gatunków. Występują one w Ameryce Południowej (Brazylia, Wenezuela oraz Kolumbia). Dwa gatunki z tego rodzaju, B. reducta i B. hechtioides są uważane za owadożerne lub pseudoowadożerne.

## Morfologia
LiścieZebrane w rozety. Liście zwykle szarozielone lub żółtozielone, o długości nawet do 60 centymetrów wielkości.
KwiatyKorona biała, o długości 4 do 6 centymetrów.
KorzeńSystem korzeniowy niewielki, słabo wykształcony.
Rodzaje podobneInni przedstawiciele rodziny bromeliowatych (Bromeliaceae), zwłaszcza z rodzaju Catopsis.

## Systematyka
Rodzaj reprezentuje monotypową podrodzinę Brocchinioideae w obrębie rodziny bromeliowatych (Bromeliaceae).
Wykaz gatunków
- Brocchinia acuminata L.B.Sm.
- Brocchinia amazonica L.B.Sm.
- Brocchinia cataractarum (Sandwith) B.Holst
- Brocchinia cowanii L.B.Sm.
- Brocchinia delicatula L.B.Sm.
- Brocchinia gilmartiniae G.S.Varad.
- Brocchinia hechtioides Mez
- Brocchinia hitchcockii L.B.Sm.
- Brocchinia maguirei L.B.Sm.
- Brocchinia melanacra L.B.Sm.
- Brocchinia micrantha (Baker) Mez
- Brocchinia paniculata Schult. & Schult.f.
- Brocchinia prismatica L.B.Sm.
- Brocchinia pygmaea B. Holst
- Brocchinia reducta Baker
- Brocchinia rupestris (Gleason) B.Holst
- Brocchinia serrata L.B.Sm.
- Brocchinia steyermarkii L.B.Sm.
- Brocchinia tatei L.B.Sm.
- Brocchinia vestita L.B.Sm.
- Brocchinia wurdackiana B.Holst